# Květná (Strání)
Květná (deutsch Blumenbach, auch Kwietna) ist ein Ortsteil der Gemeinde Strání in Tschechien. Er liegt 17 Kilometer südlich von Uherský Brod direkt an der Grenze zur Slowakei und gehört zum Okres Uherské Hradiště.

## Geographie
Květná erstreckt sich am südöstlichen Abfall der Weißen Karpaten zwischen den Hauptgipfeln Velká Javořina und Velký Lopeník an der Einmündung des Baches Svinárský potok im Tal der Klanečnice an der Grenze zur Slowakei. Das Dorf liegt im Landschaftsschutzgebiet CHKO Bílé Karpaty. Nördlich erhebt sich die Doubrava (550 m), im Nordosten die Nová hora (551 m) und der Velký Lopeník (911 m), südöstlich die Nová hora (629 m), im Süden der Javorník (718 m), Těžký vrch (655 m) und Jelenec (925 m), südwestlich der Ostrý vrch (605 m), Velká Javořina (970 m) und U Bětina Javora (827 m) sowie im Nordwesten die Lesná (696 m) und der Horní kopec (607 m). Durch Květná führt die Staatsstraße I/54 zwischen Veselí nad Moravou und Nové Mesto nad Váhom, die zwischen dem Horní kopec und Obecnice den Stranypass (Straňanské sedlo) überquert.
Nachbarorte sind Březová im Norden, Mravcové, Šiance, Pančava und Bazalákovci im Nordosten, Nová Hora und Nová Bošáca im Osten, Žabčíkovci und Šance im Südosten, Uherskohradišťské Vápenky und Kamenná Bouda im Westen sowie Strání im Nordwesten.

## Geschichte
Archäologische Funde belegen eine Besiedlung des Tals seit der Jungsteinzeit. Seit dem 11. Jahrhundert führte der bedeutsame Ungarische Steig über den Strany-Pass. Er verlief von Nitra über Uherský Brod und Měnín bzw. Brünn nach Olmütz zur Bernsteinstraße. Um 1200 gehörte der Gau zwischen Trnava und dem mährischen Tiefland Konstanze von Ungarn. Von ihren Mann Ottokar I. Přemysl erhielt Konstanze die sich daran anschließende mährische Ebene zwischen Břeclav und Uherské Hradiště als Morgengabe. Ihr Vater Béla III. überließ ihr zudem den Gau von Tyrnau bis zur Waag. Der Ungarische Steig wurde in der zweiten Hälfte des 13. Jahrhunderts zur wichtigsten Handelsverbindung zwischen Mähren und Ungarn. Zu dieser Zeit bestand Květná noch nicht. 1359 kaufte Frank von Kunowitz die Herrschaft Strání von Pavel und Ctibor von Strání. Im Jahre 1492 befanden sich an der Stelle des Dorfes zwei zum Städtchen Strání gehörige Mühlen mit Brettsägen. 1502 schloss Jan Bernard von Kunovice Strání an seine Herrschaft Ostroh an. Jan Bernard d. J. von Kunovice verlor nach der Schlacht am Weißen Berg seinen Besitz. 1625 erhielt Gundaker von Liechtenstein gegen eine Schuldforderung die Herrschaft Ostroh für 600.000 Gulden. Alois I. von Liechtenstein ließ 1794 unterhalb von Strání am Zusammenfluss des Svinárský potok mit der Klanečnice die Strainer Glashütte/Stráňanské hutě  anlegen. Sie entstand nach Plänen des Architekten Karel Rudzimsky und des Chemikers und Glasmachers Franz von Weisbach. Produziert wurde grünes Tisch- und Tafelglas. Im 19. Jahrhundert entstand um die Hütte eine Siedlung für die Glasmacher. Bis zur Mitte des 19. Jahrhunderts blieb die Gegend immer zur Herrschaft Ostroh zugehörig.
Nach der Ablösung der Patrimonialherrschaften entstand 1850 die politische Gemeinde Straní in der Bezirkshauptmannschaft Uherský Brod. Im selben Jahre kaufte der Glashändler Emanuel Zahn die Glashütte Květná. Er stellte die Produktion auf Kristallglas mit Eckenschliff oder Gravur um. Sein gleichnamiger Sohn war mit Amalie Göpfert verheiratet, die einer Glasmacherfamilie entstammte. In den 1860er Jahren stieg der Teilhaber von J. Schreiber & Neffen, Max Göpfert, in das Unternehmen ein. Ab 1864 firmierte die Glashütte unter Zahn & Göpfert Glasfabrik Blumenbach und der Handelsmarke Z+G. Unter der Leitung von A. Biemann wurde 1896 Kristallglasgravur mittels Pantograph und Guillochiermaschine aufgenommen. 1897 begannen Zahn & Göpfert als zweite Glasfabrik in Europa mit der Produktion von Ätzglas. Die Glashütte Květná wurde 1945 verstaatlicht und im Jahr darauf mit den Glaswerken Moravia in Kyjov, die ab 1958 als Moravské sklárny n.p. firmierten, zusammengeschlossen. 1959 nahm in der Glashütte eine neue Halle mit moderner Kühltechnologie die Produktion auf. Danach wurde das Werk weiter modernisiert. Květná war inzwischen zu einem großen Dorf angewachsen und erhielt 1960 den Status eines Ortsteils von Strání. Zugleich wurde der Ort nach Aufhebung des Okres Uherský Brod dem Okres Uherské Hradiště zugeordnet. 
Ab 1990 gehörte die Glashütte zur Crystalexu a.s. Nový Bor. Im Jahre 2002 erwarb der Branchenverband OS SKBP - Odborový svaz zaměstnanců sklářského, keramického, bižuterního průmyslu a porcelánu mit Sitz in Prag die Glashütte. Seit 2004 ist die Investorengesellschaft Synex CZ a.s. Hauptanteilseigner.

## Ortsgliederung
Zu Květná gehören die Ansiedlungen Mlýnky und U Svatého Jána.

## Sehenswürdigkeiten
- Villa Zahn & Göpfert auf dem Glashüttengelände, sie entstand zum Ende des 19. Jahrhunderts und wurde ab 1901 von Eduard Zahn jun. bewohnt. Nach 1945 wurden darin Mietwohnungen eingerichtet.
- Villa Schiller, sie entstand 1902 für den Arzt Adolf Huber. Dieser verkaufte sie 1934 an die Eheleute Karl und Marie Schiller. 1980 wurde das Bauwerk rekonstruiert.
- Statue Johannes des Täufers in der Siedlung U Svatého Jána, sie wurde 1792 vom Fuhrmann Johann Winter aus Strání bei einer Reise von Triest mitgebracht und hier an der Straße aufgestellt. Zwischen 1994 und 1995 wurde sie durch den Bildhauer Pavel Gabriel restauriert.
- Freibad Květná, 2010 nach dreijährigem Umbau wiedereröffnet
- Landschaftsschutzgebiet CHKO Bílé Karpaty
- Naturschutzgebiet Záhumenice, nordwestlich des Dorfes
- Naturschutzgebiet Nová hora, nördlich des Dorfes
- Naturschutzgebiet Mechnáčky, westlich des Dorfes
- Naturschutzgebiet Baricovie lúky, südöstlich von Květná hinter der Staatsgrenze
- Naturreservat Javořina, südwestlich des Dorfes